# شيلدون ليونارد
شيلدون ليونارد (بالإنجليزية: Sheldon Leonard)‏ هو منتج أفلام ومخرج وممثل أمريكي، ولد في 22 فبراير 1907 بمانهاتن في الولايات المتحدة، وتوفي في 11 يناير 1997 في الولايات المتحدة. من الجوائز التي نالها جائزة الإيمي برايم تايم.

## أعمال

### أفلام
- (1946) إنها حياة رائعة[6]

## جوائز
- جائزة الإيمي برايم تايم

## وصلات خارجية
- شيلدون ليونارد على موقع IMDb (الإنجليزية)
- شيلدون ليونارد على موقع ألو سيني (الفرنسية)
- شيلدون ليونارد على موقع تيرنر كلاسيك موفيز (الإنجليزية)
- شيلدون ليونارد على موقع أول موفي (الإنجليزية)
- شيلدون ليونارد على موقع قاعدة بيانات برودواي على الإنترنت (الإنجليزية)
- شيلدون ليونارد على موقع قاعدة بيانات الأفلام السويدية (السويدية)
- شيلدون ليونارد على موقع إن إن دي بي (الإنجليزية)
- شيلدون ليونارد على موقع ديسكوغز (الإنجليزية)
- شيلدون ليونارد على موقع قاعدة بيانات الفيلم (الإنجليزية)
- شيلدون ليونارد على موقع كينوبويسك (الروسية)